# Albert White
|  | Per a altres significats, vegeu «Albert White (desambiguació)». |

Albert White (Brigg, North Lincolnshire, Anglaterra, 19 de febrer de 1890 - Scunthorpe, Anglaterra, 1 de març de 1965) va ser un ciclista anglès que va prendre part en els Jocs Olímpics d'Estiu de 1920 d'Anvers.
En aquests Jocs va guanyar una medalla de plata en la prova de persecució per equips, junt amb Cyril Alden, Horace Johnson i William Stewart. També disputà la prova de velocitat individual però va ser eliminat a les semifinals. Entre 1913 i 1926 va guanyar 15 títols nacionals en pista.